# Lubiechowa
Lubiechowa (niem. Liebental, Hohenliebenthal, Hohenliebental) – wieś w Polsce położona w województwie dolnośląskim, w powiecie złotoryjskim, w gminie Świerzawa, na pograniczu Pogórza Kaczawskiego i Gór Kaczawskich w Sudetach.

## Podział administracyjny
| SIMC    | Nazwa    | Rodzaj  |
| ------- | -------- | ------- |
| 0192710 | Janochów | kolonia |

W latach 1954–1958 wieś należała i była siedzibą władz gromady Lubiechowa, po jej zniesieniu w gromadzie Świerzawa. W latach 1975–1998 miejscowość administracyjnie należała do województwa jeleniogórskiego.

## Demografia
Według Narodowego Spisu Powszechnego (III 2011 r.) liczyła 563 mieszkańców. Jest czwartą co do wielkości miejscowością gminy Świerzawa.

## Zabytki
Do wojewódzkiego rejestru zabytków wpisane są:
- kościół filialny pw. św. Piotra i Pawła, zabytkowy, wzniesiony w latach 1260-1270 - XIII w., początek XVI w., jednonawowy, z prostokątnym prezbiterium (o sklepieniu żebrowym) i wieżą, elementy konstrukcyjne sklepień i ościeża portalu i okien z ciosu piaskowcowego, z cennymi polichromiami, przebudowany w XIX w., kiedy to wprowadzono elementy neogotyckie. Freski z XIV wieku, przedstawiają pokłon Trzech Króli i św. Jerzego. Brama wejściowa z murem obronnym z XV w.
- cmentarz ewangelicki, obecnie rzymskokatolicki, przykościelny
  - ogrodzenie, z początku XVI w.
  - budynek bramny, z początku XVI w.
- zespół pałacowy, z XVIII w., 1825 r., ul. Wczasowa 1
  - pałac
  - park
- dwór z końca XV wieku, przebudowany w 1 poł. XVI wieku, 1 połowie XVII wieku, po 1754 roku przebudowany na spichlerz[7], ul. Długa 38

## Dawny kamieniołom melafiru - stanowisko geologiczne i mineralogiczne
W odległości ok. 1 km na zachód od Lubiechowej na zboczu góry Chmieleń znajduje się nieczynny kamieniołom permskich skał wulkanicznych - melafirów (trachybazaltów). Kamieniołom jest jednym z najbardziej znanych stanowisk mineralogicznych w Polsce (głównie jako miejsce występowania agatów). W kamieniołomie można obserwować różne odmiany trachybazaltów i brekcji wulkanicznych. Szczególnie interesujące są trachybazalty pęcherzykowate. Pogazowe pęcherze zostały wypełnione różnymi minerałami hydrotermalnymi, tworząc tzw. migdały. Typowymi składnikami mineralnymi migdałów są kalcyt oraz  krzemionka (SiO2) w postaci kwarcu mlecznego, agatów i ametystu. Spotyka się także baryt, chloryt, seladonit, smektyt i zeolity. Agaty z Lubiechowej cechują się jasnym biało-szaro-różowym zabarwieniem.